# سرا بوستان (مقاطعة فومن)
سرا بوستان (بالإنجليزية: Serabostan)‏ هي منطقة سكنية تقع في غيلان في إيران. يقدر عدد سكانها بـ 648 نسمة .